# یعقوب الطاهر
یعقوب الطاهر (عربی: يعقوب الطاهر؛ زادهٔ ۲۷ اکتبر ۱۹۸۳) بازیکن فوتبال اهل کویت بود.
از باشگاه‌هایی که در آن بازی کرده‌است می‌توان به باشگاه فوتبال الاتفاق، باشگاه فوتبال الیرموک کویت، و باشگاه ورزشی الکویت اشاره کرد.
وی همچنین در تیم ملی فوتبال کویت بازی کرده‌است.